# Maišiagala
Maišiagala (in polacco Mejszagoła) è un centro abitato del distretto di Vilnius della contea omonima, nell'est della Lituania. Secondo il censimento del 2011, la popolazione ammonta a 1 636 abitanti. L'insediamento si trova a circa 25 km a nord-ovest da Vilnius e nei pressi della strada maestra A2 che congiunge la capitale a Panevėžys.

## Storia
Maišiagala, menzionata per la prima volta nel 1254, è uno dei più antichi insediamenti lituani. Sul posto era stato realizzato un grande castello difensivo, che faceva parte della rete difensiva costruita intorno a Vilnius per impedire gli assalti dei cavalieri teutonici. La fortificazione in legno fu distrutta nel 1365, ma venne poi ricostruita. Secondo Jan Długosz, il granduca di Lituania Algirdas morì proprio in tale castello nel 1377. Dopo la cristianizzazione della Lituania nel 1387, Maišiagala divenne una delle sette città della Lituania dove si procedette alla realizzazione di una chiesa cattolica. Nel 1390, nel corso della guerra civile lituana del 1389-1392, il castello venne nuovamente bruciato e stavolta non fu ricostruito.
La città continuò ad esistere, crescendo come centro commerciale e ottenne i privilegi della città verso la metà del XVI secolo. Il suo stemma raffigurava Sant'Antonio da Padova: divenuta una città reale, il sovrano di Polonia Sigismondo I il Vecchio eresse una fortezza per la moglie italiana Bona Sforza. Per questo motivo, talvolta negli atti il luogo su cui venne realizzato è talvolta indicato come collina di Bona. Sigismondo procedette ad avviare anche i lavori per la chiesa del paese, come detto abbattuta in precedenza. Quando la dinastia degli Jagelloni cessò di esistere, Maišiagala perse il suo status di residenza estiva reale e sperimentò un lento periodo di declino. Divenne feudo di vari nobili locali, prima i Sapieha e poi la famiglia Tyzenhaus. Nel 1805, la famiglia Houwald, originaria della Sassonia, acquistò la città dagli eredi di Ignacy Jakub Massalski, vescovo di Vilnius. Questa si preoccupò di edificare un maniero, il quale oggi ospita una scuola, in stile classico.
Dopo la prima guerra mondiale, l'insediamento rientrò fra quelli contesi nel corso della guerra polacco-lituana. Dopo l'ammutinamento di Żeligowski nel 1920, entrò a far parte della Repubblica della Lituania Centrale (1920-1922), fusasi nella Seconda Repubblica di Polonia nel 1922. Dopo la firma del trattato di mutua assistenza sovietico-lituano del 1939, la Lituania riprese possesso di Maišiagala.
Tra i personaggi di spicco nati in loco, vi era l'influente filosofo e rabbino ebreo David ("il nazireo") Cohen.

## Amministrazione

### Gemellaggi
Maišiagala è gemellata con:
- Krotoszyn, Polonia